# حبابة (عمران)

تعديل مصدري - تعديل

حبابة هي مدينة بمحافظة عمران اليمنية، كانت مدينة تتبع محافظة صنعاء قبل عام 1998 بلغ تعداد سكانها 9496 نسمة حسب الإحصاء الذي أجري عام 2004.